# Naukograd
En naukograd (russisk: нау́когра́д, tr. naúkográd), eller videnskabsby, er en formel betegnelse på byer, i Rusland og tidligere i Sovjetunionen, med høj koncentration af virksomheder og anlæg inden for forskning og udvikling. Nogen af byerne blev i Sovjettiden specifikt bygget med disse formål for øje. Enkelte af byerne var hemmelige og indgik i et større system af lukkede byer i USSR. I Rusland efter Sovjetunionens fald bliver udtrykket brugt om omkring 70 byer med store koncentrationer af videnskabelig forskning og produktion. Udtrykket refererer også specifikt til et mindre antal byer, som fra år 2000 er blevet officielt anerkendt for sin videnskabelige dygtighed, og som af den grund får specielle privilegier. 
Blandt de mere generelle naukograder ligger cirka 30 i Moskva oblast og resten hovedsageligt i regionerne Volga, Ural og Sibirien. Kun nogen få af dem er stadig "lukkede". Det er kun i ti af de lukkede byer, hvor Ruslands kernefysiske militære arbejder endnu foregår. Nogen af naukograderne har stadig militære forbindelser, som for eksempel Frjazino, som udvikler avancerede radio- og elektroniksystemer, men de fleste fokuserer nu på civilt arbejde ved hjælp af vestlig støtte. Blandt de mest berømte naukograder er de som drives af Det russiske videnskabsakademi, for eksempel Pusjtjino, et center for biologisk videnskab, og Tjernogolovka, et center for fysik og kemi. Zelenograd, en by cirka 40 km fra Moskva, er Ruslands center for forskning, uddannelse og produktion inden for elektronik.
Den første by som i 2000 officielt blev udnævnt til "naukograd" var Obninsk, en by med mange forskningsanlæg inden for kernefysiske og andre materialer, samt meteorologi og medicin. Tre andre fulgte lige efter – Dubna, et internationalt kernefysisk forskningscenter, Koroljov, hvor der ligger mange rumforskningsanlæg, og Koltsovo i Akademgorodok ved Novosibirsk, som oprindeligt var hjemsted for Vector, centeret for biologisk krigsførelse, men som nu er et center for farmaceutisk og medicinsk forskning. Reutov blev også naukograd et lille stykke tid senere. 